# Cimetière de Montjuïc
Ne doit pas être confondu avec cimetière du Poblenou.
Le cimetière de Montjuïc (en catalan : Cementiri de Montjuïc), anciennement « cimetière du Sud-Ouest » et appelé populairement « nouveau cimetière », est un cimetière situé sur la colline de Montjuïc à Barcelone.
Il est l'un des hauts lieux de mémoire de la guerre d'Espagne et abrite le Fossar de la Pedrera, sépulture de milliers de républicains espagnols, ainsi que le mausolée du président Lluís Companys.

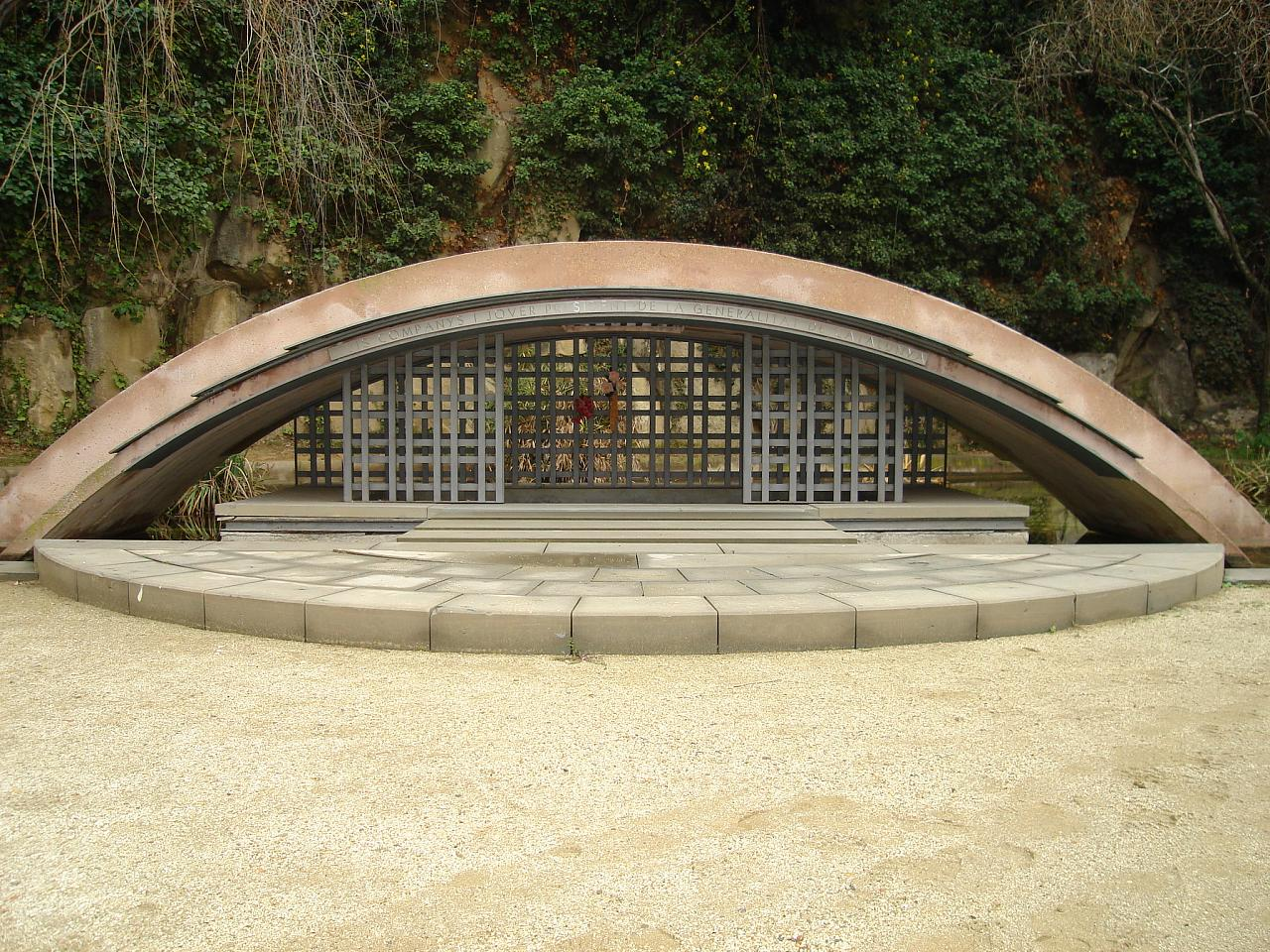
Le mausolée du président Lluís Companys, au Fossar de la Pedrera.

## Histoire

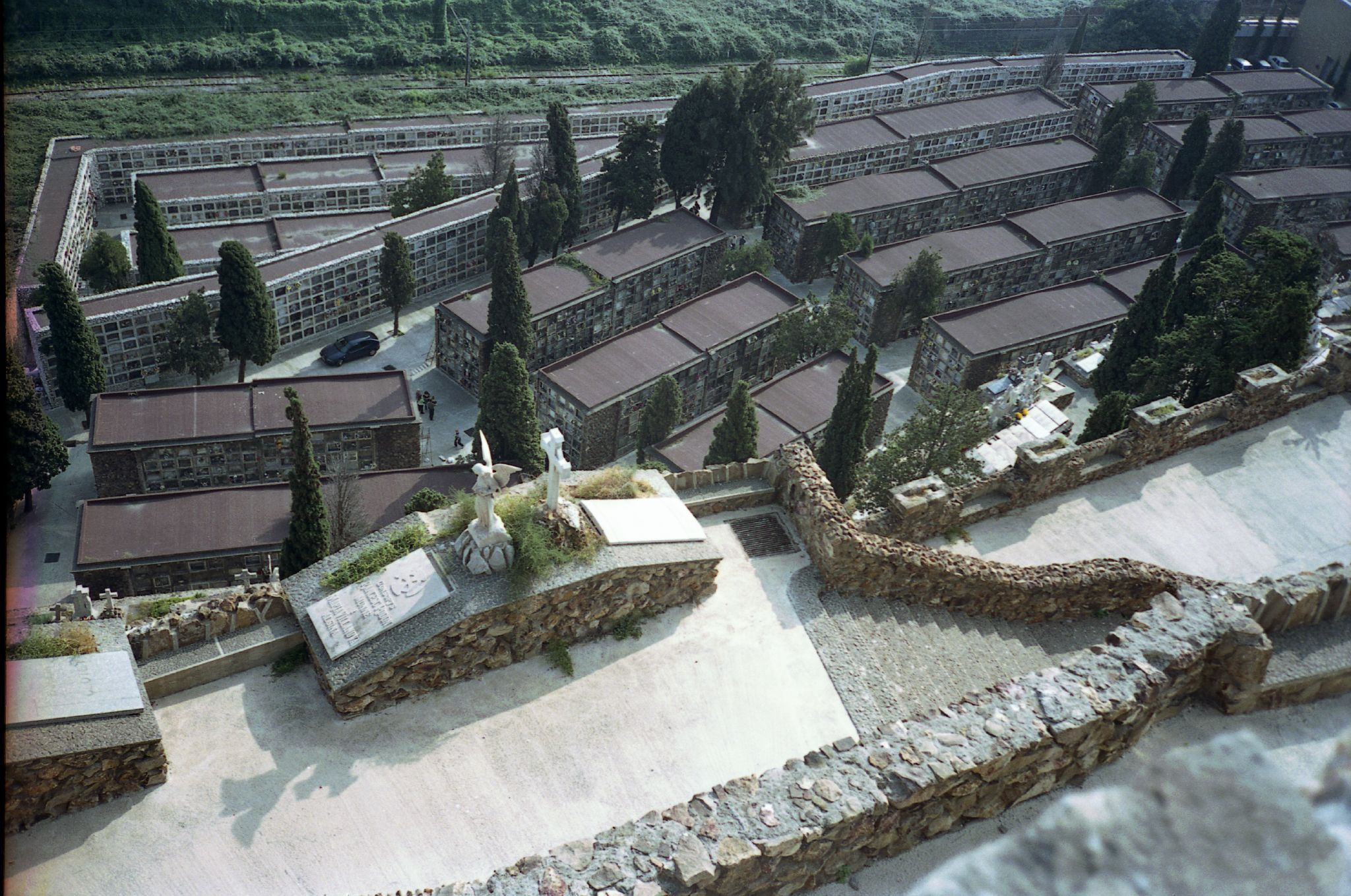
Vue du cimetière de Montjuïc.

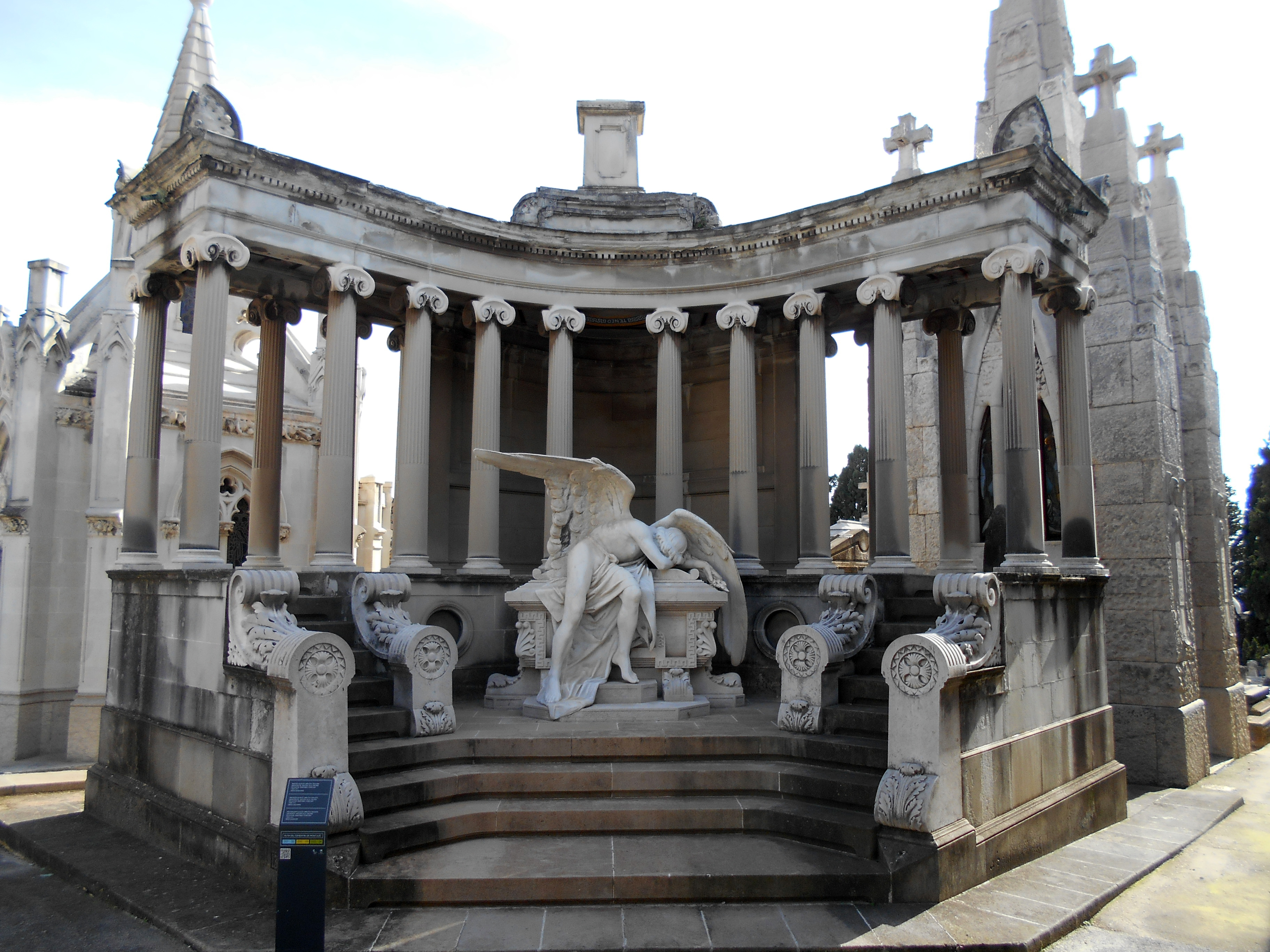
Mausolée August Urrutia.

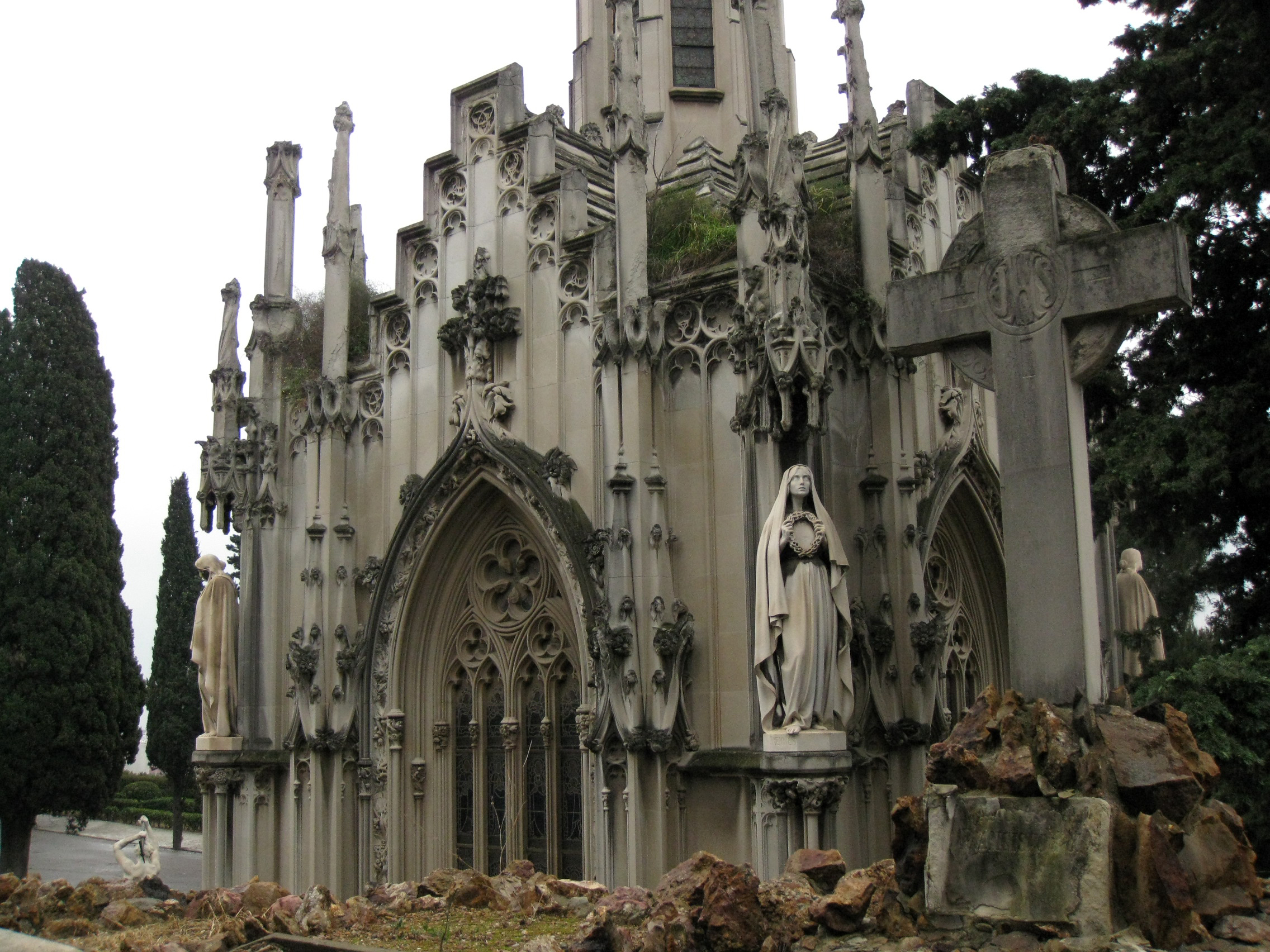
Mausolée Gener-Seycher.

Il est ouvert le 17 mars 1883 par la ville de Barcelone en tant que cimetière principal, déclassant ainsi le cimetière du Poblenou, situé dans l'est. 
Barcelone s'est effectivement fortement industrialisée durant le XIXe siècle et la croissance économique en fait le cœur de la Principauté de Catalogne, ainsi que le centre de l'une des agglomérations les plus importantes d'Europe.  
L'augmentation de la population crée, de fait, une pression sur les lieux d'inhumation, d'où la création du cimetière.  
Le lieu du cimetière de Montjuïc se révèle également, à l'époque, à l'abri du développement résidentiel. Il est donc privilégié par la bourgeoisie catalane pour l'établissement des sépultures familiales.
Les pentes abruptes de la montagne confèrent au cimetière un caractère spécial, avec des chemins sinueux et des niches en terrasses, donnant une vue sur la zone franche et le port de Barcelone.
Géré par Cementiris de Barcelona S.A, il abrite désormais plus d'un million de sépultures réparties dans 150 000 parcelles, niches ou mausolées.

## Lieu de mémoire

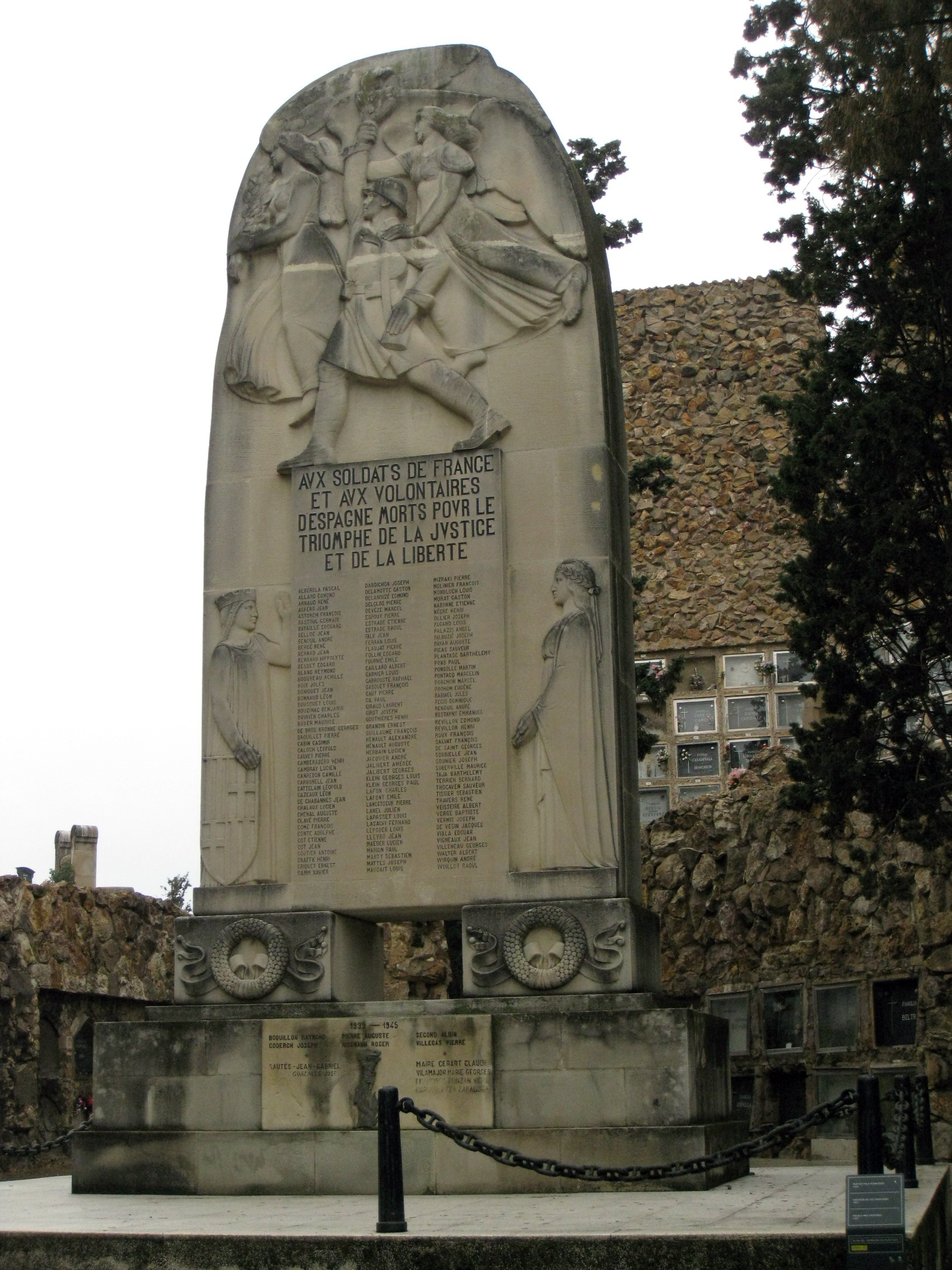
Monument aux morts pour la France de la Première Guerre mondiale de Gustave Violet (1925).

Au début de la Seconde Guerre mondiale, après la guerre d'Espagne, le président catalan Lluís Companys, livré sous le régime de Vichy par la Gestapo à Franco, est fusillé en 1940 au-dessus du cimetière, dans les douves du château de Montjuïc.
Après la guerre, les troupes franquistes y enterrent sommairement les corps de milliers de républicains, militaires et civils, provenant notamment de la prison Model et du camp de la Bota, dans les fosses communes du Fossar de la Pedrera.
Œuvre de l'architecte Beth Gali, le site est désormais un mémorial et haut lieu de la mémoire nationale.

## Patrimoine de mémoire international
En 1925, un monument aux morts pour la France de la Première Guerre mondiale du sculpteur français Gustave Violet est inauguré dans le cimetière.
Le cimetière contient une tombe de guerre du Commonwealth à la mémoire de Charles Hill, soldat britannique œuvrant au sein des Queen's Own Cameron Highlanders décédé en 1941 durant la Seconde Guerre mondiale.

## Culture populaire et tourisme
Outre le Fossar de la Pedrera, lieu du tourisme mémoriel européen, le cimetière est rendu mondialement célèbre grâce au film Tout sur ma mère de Pedro Almodóvar, pour la scène de l'enterrement de Rosa (jouée par Penélope Cruz).
Il est aujourd'hui, avec les sépultures de nombreuses célébrités inhumées, le cimetière le plus visité de Barcelone par les touristes, avec le cimetière du Poblenou, plus proche du centre de Barcelone, situé dans le district de Sant Martí.

## Personnalités inhumées
- Isaac Albéniz (1860-1909), pianiste et compositeur
- Victoria de los Ángeles (1923-2005), soprano
- Víctor Arriazu y Calleja (1935-1997), peintre
- Jacint Verdaguer (1845-1902), écrivain et poète
- Francisco Ascaso (1901-1936), anarchiste
- Carme Ballester (1900-1972), femme politique, résistante pendant la Seconde guerre mondiale,  morte en France
- Hans Beimler (1895-1936), député au Reichstag et personnalité politique allemande antifasciste de la guerre d'Espagne
- Joaquín Blume (1933-1959), gymnaste
- Francesca Bonnemaison i Farriols (1872-1949), fondatrice de l'institution féministe de La Bonne.
- Francesc Cambó (1876-1947), fondateur de la Lliga Regionalista
- Josep Carner (1884-1970), poète, journaliste, dramaturge et traducteur
- Ramon Casas (1866-1932), artiste
- Ildefonso Cerdá (1815-1876), architecte de l'Eixample
- Lluís Companys (1882-1940), président de la Catalogne de 1934, assassiné au Fossar de la Pedrera
- Lluís Companys i Micó (1911-1956), fils de Lluís Companys
- Amalia Domingo (1835-1909), écrivaine féministe et spirite
- Buenaventura Durruti (1896-1936), anarchiste
- Antonio Escobar (1879-1940), militaire
- José Luis Facerías (1920-1957), homme politique
- Jaume Ferran i Clua (1851-1929), microbiologiste
- Francesc Ferrer i Guàrdia (1859-1909), anarchiste et pédagogue
- Joan Gamper (1877-1930), sportif suisse
- Àngel Guimerà (1845-1924), écrivain
- Carme Karr (1865-1943), journaliste et écrivaine[5]
- Francesc Layret (1880-1920), homme politique
- Anselmo Lorenzo (1841-1914), homme politique et anarchiste
- Francesc Macià (1859-1933), premier président de la Catalogne et ancien officiel dans l'Armée espagnole
- Pascual Madoz (1806-1870), homme politique et statisticien
- Enriqueta Martí (1868-1913), tueuse en série et ravisseuse
- Ana María Matute (1925-2014), écrivain
- Raquel Meller (1888-1962), raconteuse, chanteuse et actrice
- Lluís Millet (1867-1941), compositeur, musicien et cofondateur de l'Orfeó Català
- Joan Miró (1893-1983), artiste
- Federico Mompou (1893-1987), compositeur et pianiste
- Ricard Opisso i Sala (1880-1966), peintre et dessinateur
- Joan Salvat-Papasseit (1894-1924), poète
- Ángel Pestaña (1886-1937), homme politique
- José María de Porcioles (1904-1993), maire de Barcelone
- Enric Prat de la Riba (1870-1917), homme politique
- Salvador Puig Antich (1948-1974), révolutionnaire et militant anarchiste
- Francisco de Paula Rius y Taulet (1833-1890), maire de Barcelone
- Montserrat Roig (1946-1991), écrivaine
- Constantino Romero (1947-2013), animateur de radio et de télévision et acteur
- Santiago Rusiñol (1861-1931), peintre, poète et dramaturge
- Josep Maria de Sagarra (1894-1961), écrivain
- Salvador Seguí Rubinat (1887-1923), anarchiste
- Ricardo Zamora (1901-1978), footballeur
- Juan Antonio Samaranch (1920-2010), homme politique et administrateur, président du Comité international olympique.